# Gürtelschlaufe

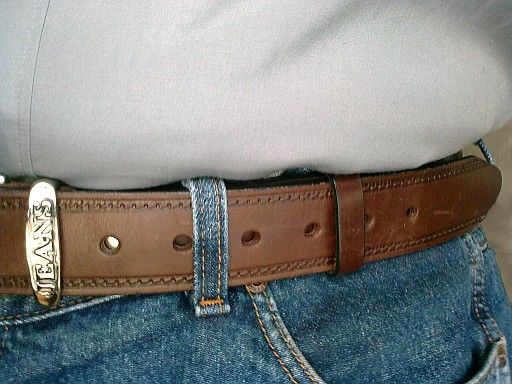
(Blaue) Jeans-Gürtelschlaufe

Eine Gürtelschlaufe ist ein aus dem Material des Kleidungsstückes bestehendes schmales Band, das senkrecht – oder aus modischen Gründen schräg verlaufend – an den Bund genäht wird. Sie soll den Gürtel, der durch den Zwischenraum zwischen Schlaufe und Bund geschoben wird, fest am Bund halten, damit dieser nicht verrutschen kann. 
Fast jede Hose hat Gürtelschlaufen. Ein Nachteil der Gürtelschlaufen ist das Einrollen der Gürtel (besonders bei Leder- und Kunstledergürteln) hinten am Rücken beim Sitzen oder Bücken. Allerdings ist zu beachten, dass ein Gürtel, der nicht mittels Gürtelschlaufen befestigt wird, seine Haltefunktion leicht einbüßt und nur noch ästhetischen Zwecken dient.